# Port Authority (film)
Pour les articles homonymes, voir Port Authority.
Pour plus de détails, voir Fiche technique et Distribution.
Port Authority est un drame américano-français réalisé par Danielle Lessovitz (en), sorti en 2019.

## Synopsis
Paul, un jeune homme blanc que tout le monde prend pour un minable, tente de survivre dans un New York qui ne veut pas de lui. Il fait la rencontre d'une house de danseurs noirs et queer de la ball culture de Harlem. Parmi eux, il y a Wye, une jeune fille superbe.

## Fiche technique
Sauf indication contraire, les informations mentionnées dans cette section peuvent être confirmées par la base de données cinématographiques IMDb,  présente dans la section « Liens externes ».
- Titre original : Port Authority
- Réalisation et scénario : Danielle Lessovitz (en)
- Direction artistique : Erin Blake
- Décors : Emmeline Wilks-Dupoise
- Collaborateur artistique: Hélène Zünd
- Costumes : Chester Algernal Gordon
- Montage : Matthew C. Hart et Clemence Samson
- Musique : Matthew Herbert
- Photographie : Jomo Fray
- Production : Zachary Luke Kislevitz, Virginie Lacombe et Rodrigo Texeira
  - Production exécutive : Bobby Allen, Efe Cakarel, Frédéric de Goldschmidt, Fernando Fraiha, Sophie Mas, Lourenço Sant' Anna, Martin Scorsese, Lawrence Snookie Taylor et Emma Tillinger Koskoff
- Sociétés de productions : RT Features, Sikelia Productions, Hercules Films et Madeleine Films
- Sociétés de distribution : ARP Sélection (France)
- Pays d'origine : États-Unis, France
- Langue originale : anglais
- Format : couleur
- Genre : drame
- Dates de sortie :
  -  France : 18 mai 2019 (festival de Cannes 2019 - section Un certain regard)
  -  France : 13 septembre 2019 (Festival du cinéma américain de Deauville 2019)
  -  France : 25 septembre 2019 (sortie nationale)

## Distribution
- Fionn Whitehead : Paul
- Leyna Bloom : Wye
- McCaul Lombardi : Lee
- Louisa Krause : Sara
- Eddie Plaza : Eddie
- William Dufault : Nix
- Stephen Cavalieri : Fats
- Taliek Jequon : Taliek McQueen
- Devon Carpenter : Tekay
- Azza Melton : Azza McQueen
- Christopher Quarles : Mother McQueen
- Precious Ebony : Precious
- Lawrence Snookie Taylor : Snookie
- Courtney Marie McCotter : Cindy
- Brett Smith : Samson

## Distinctions

### Nominations
- Festival de Cannes 2019 : en compétition pour le Prix Un certain regard, pour la Caméra d'or et pour la Queer Palm
- Festival du cinéma américain de Deauville 2019 : en compétition